# Liste der Monuments historiques in Bussy-le-Château
Die Liste der Monuments historiques in Bussy-le-Château führt die Monuments historiques in der französischen Gemeinde Bussy-le-Château auf.

## Liste der Immobilien
| Bezeichnung | Beschreibung                    | Standort               | Kennzeichnung | Schutzstatus | Datum | Bild           |
| ----------- | ------------------------------- | ---------------------- | ------------- | ------------ | ----- | -------------- |
| Tumulus (1) | Burgstelle, Zeitstellung unklar | Rue des Tumulus (Lage) | PA00078603    | Classé       | 1930  | weitere Bilder |
| Tumulus (2) | Burgstelle, Zeitstellung unklar | Rue des Tumulus (Lage) | PA00078602    | Classé       | 1930  | weitere Bilder |